# Kîrîlivka (Slobidka), Bârzula
Kîrîlivka (în ucraineană Кирилівка) este un sat în comuna Slobidka din raionul Bârzula, regiunea Odesa, Ucraina.

## Demografie
Componența lingvistică a localității Kîrîlivka
     Ucraineană (93,02%)
     Rusă (6,98%)
Conform recensământului din 2001, majoritatea populației localității Kîrîlivka era vorbitoare de ucraineană (93,02%), existând în minoritate și vorbitori de rusă (6,98%).